# Lotononis pentaphylla
Lotononis pentaphylla är en ärtväxtart som beskrevs av George Bentham. Lotononis pentaphylla ingår i släktet Lotononis och familjen ärtväxter. Inga underarter finns listade i Catalogue of Life.